# Cucurbitina
La cucurbitina è un amminoacido non proteico derivato dall'acido pirrolidin-3-carbossilico, che si trova nei semi del genere Cucurbita. La cucurbitina provoca cambiamenti degenerativi negli organi riproduttivi di vermi piatti parassiti chiamati trematodi.